# Абрам Проховник
Абрам Проховник (польск. Abraham Prochownik) — легендарный персонаж, польский еврей, ставший князем в IX веке, и возвёдший на престол Пяста.
Легенда повествует о событиях 842 года. Паны, как обычно, не могли договориться, кого избрать королём. Отчаявшись, они собрались в Крушвице и решили назвать королём первого, кто появится в городских воротах с утра. Им и был еврей Абрам Проховник. Он принял корону и, проявив немалую государственную мудрость, примирил панов и пошёл в поле. Там он нашёл пахавшего на волах Пяста и предложил ему польскую корону.
Другая версия легенды рассказывает, что Проховник попросил на день отсрочки, заперся в комнате и стал молиться. Народ заволновался. Колесник Пяст взял в руки топор и призвал народ взломать двери и заставить еврея принять корону. Тогда Абрам открыл дверь и объявил народу, что у них уже есть вождь, и короновал Пяста.
В истории усматриваются мотивы библейского повествования о возведении на престол царя Израильского Саула.